# Jaltomata umbellata
Jaltomata umbellata là loài thực vật có hoa trong họ Cà. Loài này được (Ruiz & Pav.) Mione & M. Nee mô tả khoa học đầu tiên năm 1993.